# Pascale Alexandre-Bergues
Pour les articles homonymes, voir Alexandre et Bergues.
Pascale Alexandre-Bergues est une historienne française de la littérature.

## Biographie
Ancienne élève de l'École normale supérieure de jeunes filles (L 1977) et agrégée de lettres classiques, Pascale Alexandre-Bergues est docteur ès études grecques (1983) et ès lettres (1993).
Maître de conférences à Avignon puis Toulouse-III, elle a ensuite été élue professeur à Marne-la-Vallée.
Spécialiste, entre autres, de Paul Claudel, elle a participé, sous la direction de Didier Alexandre et Michel Autrand, à l'édition de son Théâtre dans la Bibliothèque de la Pléiade. Elle est membre du conseil d'administration de la Société Paul-Claudel.

## Publications

### Ouvrages
- Traduction et création chez Paul Claudel. L'Orestie, Paris, Honoré Champion, 1997 (BNF 36693775).
- L'Échange de Paul Claudel, Besançon, Presses universitaires franc-comtoises, 2002 (BNF 38830926).
- Dir. avec Jeanyves Guérin, De Claudel à Malraux. Mélanges offerts à Michel Autrand, Besançon, Presses universitaires de Franche-Comté, 2004 (BNF 39913289).
- Dir. avec Jeanyves Guérin, Savoirs et savants dans la littérature. Moyen Âge-XXe siècle, Paris, Classiques Garnier, 2010 (BNF 42232048).
- Dir., L'Idée de littérature à l'épreuve des arts populaires, 1870-1945, Paris, Classiques Garnier, 2015 (BNF 44419121).
- Dir. avec Martin Laliberté, Les Archives de la mise en scène. Spectacles populaires et culture médiatique, 1870-1950, Villeneuve-d'Ascq, Presses universitaires du Septentrion, 2016.